# Opel Rocks-e
La Opel Rocks Electric, nota fino al 2023 come Opel Rocks-e, è un quadriciclo leggero elettrico a due posti prodotto dalla casa automobilistica tedesca Opel a partire dal 2021.

## Presentazione
La Opel Rocks-e è stata presentata il 25 agosto 2021 e viene prodotta nello stabilimento della PSA a Kenitra, in Marocco, assieme alle gemelle Citroën Ami e alla Fiat Topolino. 
Rispetto a Citroën Ami e Fiat Topolino, il nome del quadriciclo non prende alcuna ispirazione dal passato.

## Descrizione
La Rocks Electric presenta, come la Ami, una simmetria frontale e laterale: infatti, i paraurti anteriori e posteriori sono identici, mentre le aperture delle portiere sono asimmetriche, ossia incernierate posteriormente dal lato del guidatore e anteriormente dal lato del passeggero. Le uniche differenze dal modello Citroën consistono nella personalizzazione e in dettagli prevalentemente estetici.
Internamente sono presenti due sedili simmetrici, di cui solo quello del guidatore è scorrevole. Sul cruscotto è collocato un supporto per il cellulare, attraverso cui è possibile comunicare con la vettura sfruttando l'app Opel.
È presente un bagagliaio da 63 litri.

## Tecnica
Il motore elettrico da 6 kW garantisce un'autonomia di 75 km e una velocità massima di 45 km/h. Essendo omologata come ciclomotore, la circolazione sulla Opel Rocks-e è autorizzata con la patente AM.
La trazione è anteriore.
Le batterie da 5,5 kWh sono collocate sotto il pianale. L'auto è ricaricabile con il cavo per la ricarica alloggiato all’interno del montante della portiera lato passeggero. 
Le ruote sono da 14''.